# 同福路
同福路位於中華人民共和國廣東省廣州市海珠區，東西向。東起江南大道北 ，西至洲咀路。分東、中、西三段。民國十五年（1926年）開路，因在同福大街旁而名。 1966年文化大革命期間被當局更名為向群路，1981年復名。
同福路是廣州保護得較為完好的騎樓街。

## 交匯道路
- 江南大道北
- 南村路
- 同慶路
- 寶玉直街
- 牛奶廠街
- 二圣宫前
- 寶崗路
- 龍福路
- 龍溪首约
- 伍家祠道
- 洪德路
- 工業大道北
- 洲咀路

## 公共交通
- 广州地铁8号线同福西站

均在鄰近同福路位置設有出口。